# Кальдера (комуна)

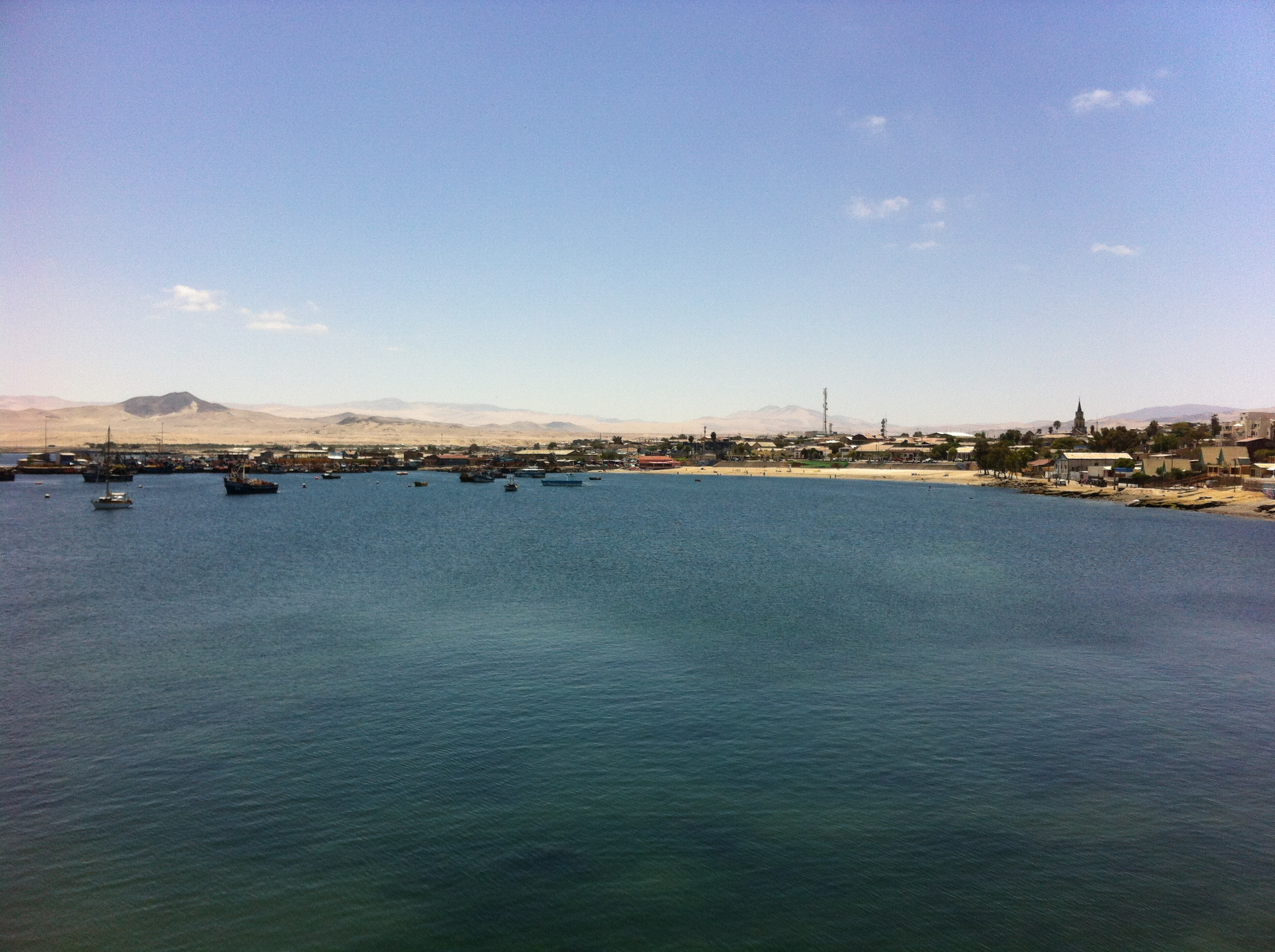
Вид на місто Кальдера

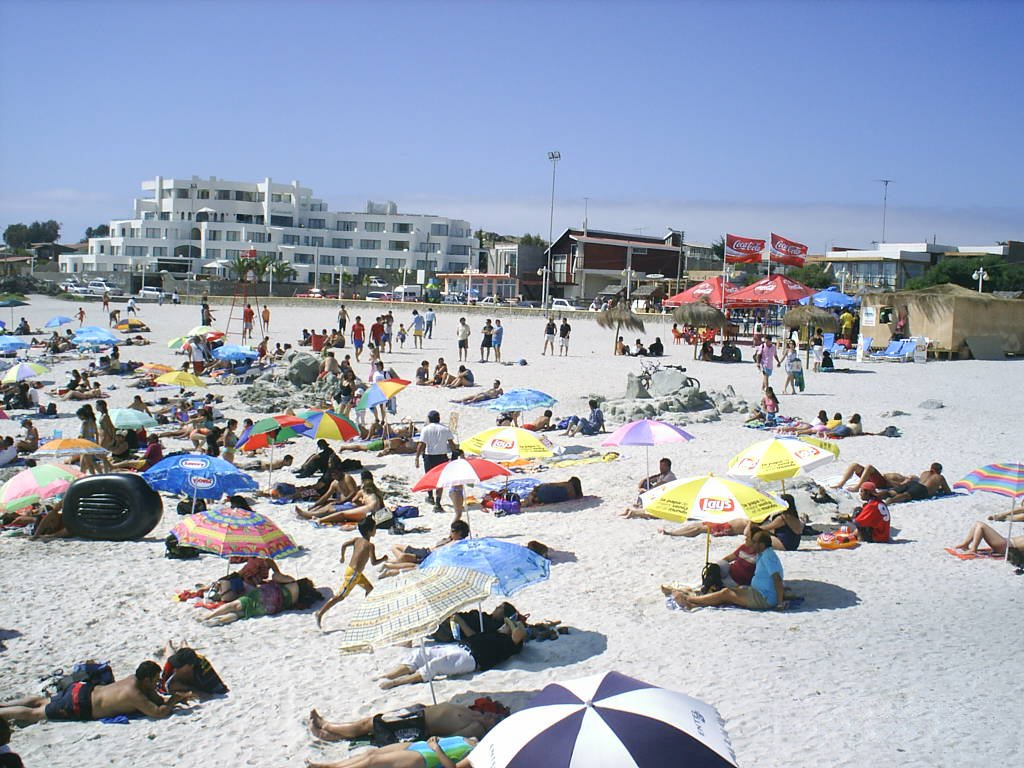
Англійська затока біля Кальдери

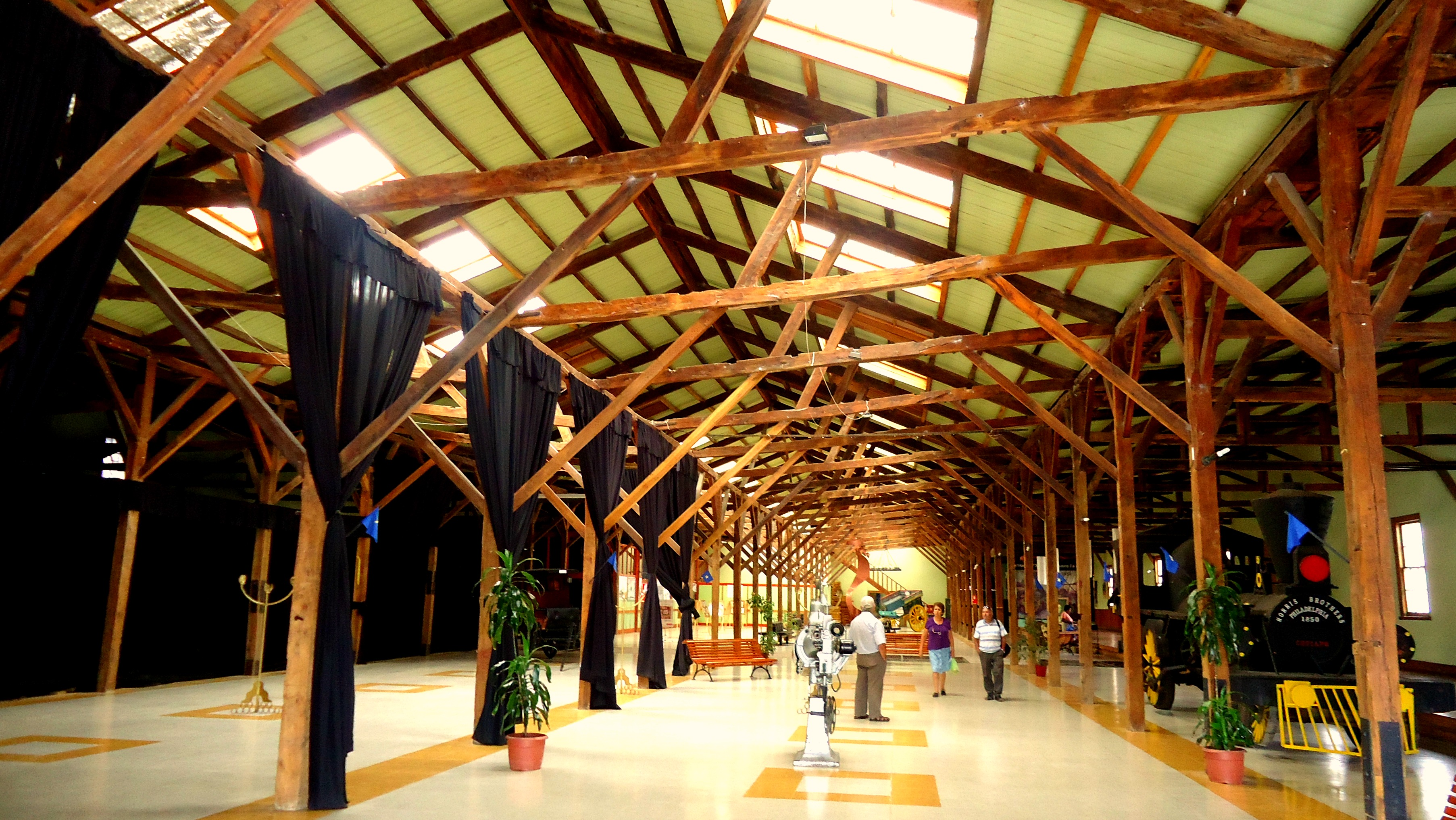
Всередині колишнього залізничного вокзалу

Кальдера  (ісп. Caldera) — місто і морський порт у Чилі. Адміністративний центр однойменної комуни. Населення міста — 12 776 осіб (2002). Місто і комуна входять до складу провінції Копіапо та регіону Атакама.
Територія — 4666,6 км². Чисельність населення — 17 662 мешканців (2017). Щільність населення — 3,79 чол./км².

## Розташування
Місто розташоване на узбережжі Тихого океану за 56 км на північний захід від адміністративного центру області міста Копіапо.
Комуна межує:
- на півночі — комуни Чаньяраль, Дієго-де-Альмагро
- на сході — комуна Копіапо
- Півдні — комуни Копіапо, Уаско

На заході комуни розташований Тихий океан

## Транспорт
- Морський порт Кальдера
- Аеропорт Кальдера
  - Код ICAO: SCCL
- Автомобільна траса С-5 Арика — Ла-Серена (Панамериканське шосе)